# Kordîșiv, Șumsk
Kordîșiv (în ucraineană Кордишів) este localitatea de reședință a comunei Kordîșiv din raionul Șumsk, regiunea Ternopil, Ucraina.

## Demografie
Componența lingvistică a localității Kordîșiv
     Ucraineană (99,64%)
     Alte limbi (0,18%)
Conform recensământului din 2001, majoritatea populației localității Kordîșiv era vorbitoare de ucraineană (99,64%), existând în minoritate și vorbitori de alte limbi.